# Bryan Bruce
Bryan Bruce (ur. 1948 w Szkocji) – pisarz, nagradzany producent i autor filmów dokumentalnych.
W 1956 jego rodzina wyemigrowała do Nowej Zelandii. Wychowywał się w Christchurch i studiował na Uniwersytecie w Canterbury, gdzie zdobył tytuł magistra socjologii i filozofii. Obecnie mieszka w Wellington w Nowej Zelandii.

## Publikacje
Niektóre z publikacji Bryana Bruce’a to, które zostały wydane:
- A Taste of History (Batemans 2007) wydana także w Polsce pod tytułem Historia smaku (Carta Blanca 2009) Jak warzywa i przyprawy budowały fortuny, wywoływały wojny I wpędzały ludzi w szaleństwo
- Hard cases (Random House New Zealand 2008)
- Jesus: The Cold Case (Random House New Zealand 2010) wydana także w Polsce pod tytułem Jezus. Dowody zbrodni (Carta Blanca 2011)

Jego zainteresowania oraz działalność, jako dokumentalisty obejmuje zagadnienia od  historii naturalnej do zbrodni.
Bruce jest pisarzem, a także produkuje i prowadzi program o prawdziwych zbrodniach, emitowany  w nowozelandzkiej telewizji TV ONE.

## Nagrody
1. 2008 Laureat  Qantas Awards  – Osiągnięcie w reżyserii w kategorii: Najlepszy serial  dokumentalny
2. 2005 Nominowany w kategorii: Najlepszy reżyser dokumentalny przez  NZ Television Awards za program “A Question of Justice”.
3. 2003 Finalista New York Festivals Television Programming Awards (scenarzysta, kierownik produkcji The Lost Dinosaurs)
4. 2003 Finalista Banff Television Festival (The Lost Dinosaurs
5. 2002 Zwycięzca konkutsu New Zealand Television Awards w kategorii: Najlepszy reżyser filmów dokumentalnych
6. 1997 Zwycięzca NZ Film and TV Awards  w kategorii: Najlepszy reżyser dokumentalny
7. 1995 ITVA – Najlepszy dokumentalista
8. 1993 Nominacja w konkursie Best Director NZ Film and TV Awards  – Najlepszy reżyser (Dokumentalny) (Prawdziwe oszustwo)
9. 1991 Nagroda za doskonałe dziennikarstwo przyznana przez Auckland University

## Dokumenty
Następujące filmy dokumentalne, autorstwa Bryana Bruce’a zgromadzone zostały w Filmowym Archiwum Nowej Zelandii. Można je znaleźć tutaj.
1. Nothing to Live For : (50 min) Dokument poświęcony samobójstwom dla Telewizji Nowej Zelandii (TVNZ).
2. Peter Blake (żeglarz): (50 min) Dokument dla TVNZ poświęcony życiu Petera Blake’a
3. The Tour Ten years On: (50 min) Dokument dla TVNZ poświęcony protestom społecznym  w 1981 spowodowanym wizytą nowozelandzkiej drużyny rugby Springboks.
4. Whina Te Whaea O Te Motu: (50 min) Dokument dla TVNZ  poświęcony życiu starszej damy Whiny Cooper.
5. Water: (58 min) Dokument (Międzynarodowa kooperacja z PBS Dallas).
6. Breaking Barriers: (48 min) Dokument poświęcony życiu pioniera produkcji filmowej – reżyserowi Johnowi O’Shea.
7. 17: Dokument dla program 2 TVNZ o życiu nastolatków w Nowej Zelandii.
8. Stand By Your Man: (46 min) Dokument dla TVNZ  poświęcony sytuacji kobiet, których partnerzy są więźniami w zakładach zamkniętych.
9. You’re Soaking in It!: (46 min) Dokument o zmianach społecznych Nowej Zelandii dla TVNZ.
10. Serious Fraud: Dokument dla TV3 o życiu i czasach trzech największych oszustów w Nowej Zelandii.
11. Beyond A Joke: (46 min) Dokument dla TVNZ  poświęcony poczuciu humoru ptaków kiwi.
12. Murder They Said: (90 min) Dokument dla TV3 o śledztwie I procesie przeciwko Davidowi Tamihere.
13. The Coach: Dokument dla TV3 o sędziach sportowych.
14. In Cold Blood: (90 min) Dokument o masowych mordach.
15. Twisted Tales: Twórca Serii Emmy Award Winning (13, 24-minutowych odcinków) historie zwierząt dla Animal Planet i Natural History Ltd.
16. First Impressions: (44 min) Dokument o formowaniu wrażeń w naszych umysłach podczas pierwszego spotkania z innymi osobami w kilku pierwszych sekundach spotkania.
17. Heavy Petting: (45 min)  Dokument dla TVNZ  poświęcony psychologii posiadania zwierząt.
18. Shaky Beginnings: (45 min) Dokument dla TVNZ  poświęcony nowozelandzkiej geologii i geografii.
19. The Trouble With Ben: (44 min) Dokument o matce wychowującej upośledzonego umysłowo syna w domu.
20. State Of Mind: (44 min) Dokument TV3 o deinstytucjonalizacji Mental Health w Nowej Zelandii.
21. Workhorse to Dreamhorse: (44 min) Dokument dla TVNZ o historii koni w Nowej  Zelandii.
22. The Bughouse: (44 min) Dokument dla TVNZ o insektach i innych zwierzętach żyjących w naszych domach we współpracy z Ruud Kleinpaste.
23. The Bridge: (43 min) Dokument dla TVNZ o historii Auckland i Harbour Bridge.
24. The Last Place On Earth: (55 min) Dokument o geologii Nowej Zelandii, jej roślinności I żyjących tam zwierzętach.
25. The Lost  Dinosaurs Of New Zealand: (52 min) Dokument o odkryciach dr JoanWiffen śladów dinozaurów na terenie Nowej Zelandii.
26. The Sir Howard Morrison Story: (50 min) Dokument biograficzny o życiu Sir Howarda Morrisona dla TVNZ.
27. Trial By Ordeal: (70 min) Dokument o procesie Johna Barlow, oskarżonego o zabójstwo Eugene Thomas I jego syna Gene.
28. A Question Of Justice: (93 min) Dokument o Davidzie Bain, który w 1995 roku został oskarżony o morderstwo swojej rodziny.
29. Monsters Of The Deep: (52 min) Film dla TVNZ i międzynarodowy dokument o ciągnących się wzdłuż wybrzeży Nowej Zelandii martwych zwierzętach.
30. The Investigator: 6-odcinkowa seria True Crime da TVNZ.